# 头花水玉簪
头花水玉簪（学名：Burmannia championii）为水玉簪科水玉簪属的植物。分布于马来西亚、斯里兰卡、日本、印度尼西亚以及中国大陆的广东等地，生长于海拔1,100米的地区，常生长在树上或潮湿的林中，目前尚未由人工引种栽培。